# Fadrique de Luna
Fadrique de Luna (Sicilië, 1402 – Urueña, 29 mei 1438) was hertog van Arjona, graaf van Luna en heer van Cuéllar (1430-1433) en van Segorbe.
Fadrique de Luna, ook wel Fadrique van Aragón, Frederic van Luna of Fadrique van Sicilië genoemd, was een zoon van Martinus I van Sicilië en diens minnares Tarsia Rizzari. Zijn vader stierf in 1409 zonder wettige erfgenaam uit zijn huwelijk achter te laten. Een halfbroer, legitiem kind uit het huwelijk van zijn vader met Blanca I van Navarra, stierf al in 1407. Zo werd Fadrique plotseling kandidaat voor de troon van Aragón. 
Omdat Fadrique eigenlijk een buitenechtelijk kind was moest de tegenpaus Benedictus XIII zich uitspreken over de opvolgingskwestie. De paus ontwierp een document dat ervoor moest zorgen dat Fadrique de legitieme opvolger van zijn vader zou worden, maar de dood van Martinus I van Aragón, net één dag voordat de paus het document zou ondertekenen, zorgt ervoor dat de paus "niet voldoende morele kracht" voelde om op eigen verantwoording te tekenen. Zo viel Fadrique af als kandidaat. Uiteindelijk werd Ferdinand van Antequera via het Compromis van Caspe gekozen tot de nieuwe koning van Aragón.
Na het Compromis van Caspe, waarbij Fadrique geen enkele stem kreeg, werd hij onder voogdij van Ramón de Torrelles y Blanes geplaatst. Hij erkende Ferdinand I als koning van Aragón en gaf zijn eigen pretenties op. Wel maakte hij aanspraak op de kroon van Sicilië en kwam zo in conflict met de weduwe van zijn vader Blanca I van Navarra. 
Ferdinand I van Aragón stierf in 1416 en werd opgevolgd door zijn zoon Alfons. In 1424 werd Peter van Aragón, de jongere broer van Alfons V van Aragón, in Napels belegerd. Een vloot kwam hem vanuit Sicilië te hulp, onder leiding van Fadrique, die ondertussen tot admiraal was benoemd. 
In 1426 begon Fadrique met een poging zijn aanspraken op de troon van het koninkrijk Sicilië te realiseren. Hij sloot een verbond met Johanna II van Napels, tegenstander van Alfons V, met Johan II van Castilië en met Álvaro de Luna.
Alfons V verklaarde Fadrique hierop tot een landverrader en Fadrique vluchtte naar Castilië. Johan II schonk hierna hem de dorpen Arjona en Arjonilla.
In 1434 werd hij gevangengenomen. Hij werd ervan beschuldigd samen met enkele mannen uit Sevilla een roofoverval te hebben beraamd op rijke  Seviliaanse en Genuese handelaren in Triana. Fadrique werd opgesloten in Urueña en stierf vier jaar later. De andere misdadigers werden geradbraakt en daarna gevierendeeld. 
Nageslacht:
Fadrique trouwde met Violante Luisa de Mur, maar dit huwelijk bleef kinderloos. Hij kreeg één buitenechtelijke dochter:
- Agathe de Pesce, ook wel Violante van Aragon genoemd ( - ca. 1428)